# Illicium tsaii
Illicium tsaii är en tvåhjärtbladig växtart som beskrevs av Albert Charles Smith. Illicium tsaii ingår i släktet Illicium och familjen Schisandraceae. Inga underarter finns listade.